# Карпов, Виктор Иванович (футболист)
Ви́ктор Ива́нович Ка́рпов (4 марта 1927, село Королёвка Ульяновской губернии (ныне — Заволжский район гор. Ульяновск), РСФСР, СССР — 30 марта 2020, гор. Самара) — советский футболист, полузащитник и тренер. Мастер спорта СССР (1951), Заслуженный мастер спорта СССР (1955), Заслуженный тренер РСФСР (1968) и заслуженный тренер СССР (1969).

## Биография
Воспитанник самарского футбола.
Дебютировал в «Крыльях Советов» (Куйбышев) 2 мая 1947 года в матче с минским «Динамо». Первый мяч забил 8 июня 1947 года московскому «Спартаку» на стадионе «Локомотив».
Играл за «Крылья Советов» (Куйбышев) с 1947 по 1959 год (капитан в 1956—1959 гг.), после чего работал в команде тренером в 1960 году и старшим тренером в 1961—1969 годах. Был капитаном второй сборной СССР, во время зарубежных матчей приглашался для усиления московских «Динамо» и «Спартака», киевского «Динамо» и ленинградского «Зенита».
26 сентября 1954 был участником (и капитаном) первого матча второй сборной СССР в Будапеште против второй сборной Венгрии (3:0).
Дважды участвовал в финале Кубка СССР. Сначала как игрок (1953), а затем как главный тренер «Крыльев Советов» (1964).
Состоял в ВЛКСМ.

### Память
С 2007 года в Самаре ежегодно проводится детско-юношеский турнир на Кубок Виктора Карпова, учредителями которого являются футбольная программа «Южная трибуна», объединение болельщиков «Волжский бастион» и Музей самарского футбола.
В 2011 году о В. И. Карпове снят документальный фильм «Танго Виктора Карпова» (недоступная ссылка) (автор — Сергей Лейбград), показанный на самарских телевизионных каналах «ДЛД» и «Губерния».

## Достижения
игрок
- финалист Кубка СССР: 1953
- победитель класса «Б»: 1956
- бронзовый призёр турнира на «Турнире на Приз Комитета по физкультуре и спорту»: 1952

тренер
- финалист Кубка СССР: 1964
- победитель класса «Б»: 1961
- победитель чемпионата РСФСР: 1961

## Клубная статистика
| Выступление               | Выступление      | Выступление      | Первенство | Первенство | Кубок | Кубок | Прочие | Прочие | Итого | Итого |
| Клуб                      | Лига             | Сезон            | Игры       | Голы       | Игры  | Голы  | Игры   | Голы   | Игры  | Голы  |
| ------------------------- | ---------------- | ---------------- | ---------- | ---------- | ----- | ----- | ------ | ------ | ----- | ----- |
| Локомотив (Куйбышев)      | III группа       | 1946             | —          | —          | —     | —     | —      | —      | 0     | 0     |
| Локомотив (Куйбышев)      | Итого            | Итого            | —          | —          | —     | —     | —      | —      | 0     | 0     |
| Крылья Советов (Куйбышев) | I группа         | 1947             | 8          | 1          | 2     | 0     | —      | —      | 10    | 1     |
| Крылья Советов (Куйбышев) | I группа         | 1948             | 24         | 5          | 1     | 0     | 1      | 2      | 26    | 7     |
| Крылья Советов (Куйбышев) | I группа         | 1949             | 22         | 8          | —     | —     | —      | —      | 22    | 8     |
| Крылья Советов (Куйбышев) | класс «А»        | 1950             | 9          | 1          | 7     | 0     | —      | —      | 16    | 1     |
| Крылья Советов (Куйбышев) | класс «А»        | 1951             | 27         | 1          | 2     | 0     | —      | —      | 29    | 1     |
| Крылья Советов (Куйбышев) | класс «А»        | 1952             | 13         | 1          | 3     | 0     | 13     | 0      | 29    | 1     |
| Крылья Советов (Куйбышев) | класс «А»        | 1953             | 20         | 0          | 3     | 0     | 1      | 0      | 24    | 0     |
| Крылья Советов (Куйбышев) | класс «А»        | 1954             | 24         | 1          | —     | —     | —      | —      | 24    | 1     |
| Крылья Советов (Куйбышев) | класс «А»        | 1955             | 22         | 2          | 1     | 1     | 1      | 0      | 24    | 3     |
| Крылья Советов (Куйбышев) | класс «Б»        | 1956             | 34         | 5          | —     | —     | —      | —      | 34    | 5     |
| Крылья Советов (Куйбышев) | класс «А»        | 1957             | 21         | 1          | 1     | 0     | 12     | 0      | 34    | 1     |
| Крылья Советов (Куйбышев) | класс «А»        | 1958             | 22         | 5          | 1     | 0     | —      | —      | 23    | 5     |
| Крылья Советов (Куйбышев) | класс «А»        | 1959             | 20         | 1          | —     | —     | —      | —      | 20    | 1     |
| Крылья Советов (Куйбышев) | Итого            | Итого            | 266        | 32         | 19    | 1     | 28     | 2      | 313   | 35    |
| Всего за карьеру          | Всего за карьеру | Всего за карьеру | 266        | 32         | 19    | 1     | 28     | 2      | 313   | 35    |

прочие матчи
- 6 мая 1948 выступал в аннулированном матче «Крылья Советов» — «Авангард» (Свердловск) 5:1
- В 1952 году выступал в турнире на Приз Всесоюзного комитета
- В 1952 выступал против сборной страны, которая под флагом сборной Москвы по футболу, готовилась к Олимпийским играм—1952 в Хельсинки (1:2 и 0:2)
- 13 августа 1952 выступал в аннулированном матче ЦДСА — «Крылья Советов» 4:2
- 19 апреля 1953 выступал в аннулированном матче «Крылья Советов» — МВО (Москва) 1:1
- 11 сентября 1955 выступал в международном матче «Крылья Советов» — Индия 4:1
- провёл 60 международных встреч, в том числе 29 за «Крылья Советов». Только в турне по Индии сыграл 11 матчей за вторую сборную СССР. Был приглашённым игроком в международных турне динамовцев Киева, торпедовцев Москвы (против Финляндии 4:0), ленинградских «Зенита» (в том числе против Румынии 2:2) и «Трудовых резервов», а также московского «Динамо» в 1948 и 1954 годах (против «Лилля»—2:1 и сборной Парижа—1:0)[5].

## Награды
- Орден «Знак Почёта» (27.04.1957) — «за успехи, достигнутые в деле развития массового физкультурного движения в стране, повышения мастерства советских спортсменов, и успешное выступление на международных соревнованиях»